# شگوفه عارفیان
شگوفه عارفیان یا (شکوفه عارفیان)، (زاده ۱۹۹۶ در تاشکند)، خوانندهٔ فارسی‌زبان اهل افغانستان است.

## زندگی‌نامه
شکوفه عارفیان زاده سال ۱۹۹۶ در شهر تاشکند جمهوری ازبکستان است.
او از ۵ سالگی به ترانه خوانی روی آورد. شگوفه تاکنون آهنگ‌های زیادی به زبان‌های فارسی، ازبکی و روسی اجرا کرده‌است.